# Miss Evelyne, die Badefee
Miss Evelyne, die Badefee ist ein deutscher Stummfilm aus dem Jahr 1929 unter der Regie von Norman Dix. Der Film wurde als Werbespielfilm produziert und diente der touristischen Bewerbung des Kurortes Bad Reichenhall. Er kombiniert Elemente der romantischen Komödie mit Landschafts- und Ortsaufnahmen aus dem Berchtesgadener Land.

## Handlung
Die reiche Amerikanerin Miss Evelyne Dollar reist mit ihrer Gesellschafterin Ruth Corvin nach Bad Reichenhall. Dort wird sie schnell zur Zielscheibe verschiedener Mitgiftjäger. Um diesen zu entkommen, täuscht sie eine Abreise vor und kehrt inkognito unter dem Namen Ingeborg Merk als angebliche englische Korrespondentin zurück. In dieser Rolle begegnet sie dem Kurarzt Dr. Freytag, der sich – ahnungslos über ihre wahre Identität – in sie verliebt. Nach einigen Verwicklungen erkennt Freytag schließlich, dass Ingeborg und Miss Evelyne dieselbe Person sind. Die beiden finden schließlich zueinander.

## Produktion
Der Film wurde im Auftrag der Reichsbahn-Filmstelle in Zusammenarbeit mit der Kurverwaltung Bad Reichenhall produziert. Gedreht wurde zwischen April und Juni 1929 an Originalschauplätzen wie dem Grandhotel Axelmannstein, dem Thumsee und auf dem Predigtstuhl. Die Uraufführung fand am 23. August 1929 im Kurtheater Lichtspiele in Bad Reichenhall statt.

## Bedeutung
„Miss Evelyne, die Badefee“ gilt als einer der ersten deutschen Werbespielfilme. Durch seine Kombination aus fiktionaler Handlung und touristischer Werbung stellt er ein kulturhistorisch interessantes Zeitdokument der späten Weimarer Republik dar.